# 1223 en santé et médecine
| Années de la santé et de la médecine : 1220 - 1221 - 1222 - 1223 - 1224 - 1225 - 1226    |
| Décennies de la santé et de la médecine : 1190 - 1200 - 1210 - 1220 - 1230 - 1240 - 1250 |

Cet article présente les faits marquants de l'année 1223 en santé et médecine.

## Événements

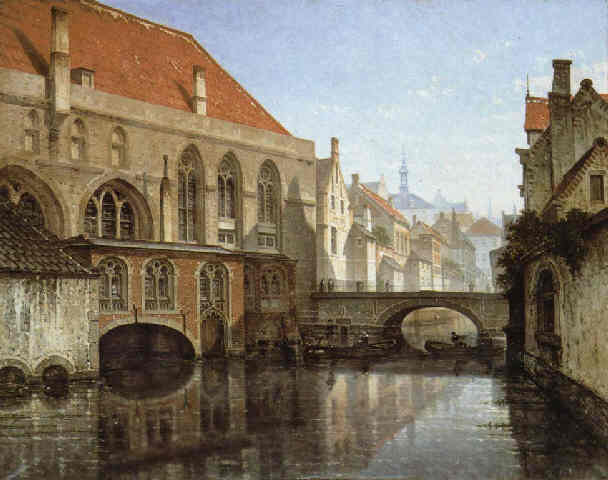
Bruges
Vue sur l'hôpital Saint-Jean
François Stroobant, 1884

- Le maître zen japonais Dōgen remarque que les moines chinois se servent de brosses à dents en crin de cheval[1].
- Geoffroy d'Eu, « couronné du double laurier de la médecine et de la théologie[2] »,  reçoit l'investiture de l'évêché d'Amiens et, la même année, assiste avec son métropolitain, Guillaume de Joinville, archevêque de Reims, aux obsèques de Philippe Auguste.
- Une maison d'aumône (domus aleamosina en latin) est mentionnée à Amboise, en Touraine[3].
- Une léproserie est attestée à Châtelaudren, en Bretagne[4].
- Par la volonté de Mathilde, dame de Termonde en Flandre, l'hôpital Saint-Ægide devient abbaye de Swybeeck[5],[6].
- À Bruges en Flandre, l'hôpital Saint-Jean  est doté par Berthe, dame de Roden[5].
- 1011-1223 : établissement au Vietnam, sous la dynastie des Ly, d'un service de « médecins royaux » chargés de veiller sur la santé du roi et de diffuser la connaissance et la pratique de leur art dans l'ensemble du pays[7].
- 1218-1223[8] : lié depuis 1214 par ses fonctions d’archiatre, le médecin et chirurgien Hugues de Lucques (it) accompagne les troupes envoyées par Bologne en Terre sainte[9].

## Naissance
- 1222 ou 1223 : David ben Abraham Maïmonide (mort en 1300), médecin, chef religieux de la communauté juive d'Égypte, petit-fils de Moïse Maïmonide[10].

## Décès
- Saed ben Touma (né à une date inconnue), médecin chrétien qui fut au service d'an-Nasir, calife abbasside de Bagdad[11].